# Придорожне (Кабардино-Балкарія)
Придорожне (рос. Придорожное) — село у Прохладненському районі Кабардино-Балкарії Російської Федерації.
Орган місцевого самоврядування — сільське поселення Красносільське. Населення становить 137 осіб.

## Історія
Згідно із законом від 27 лютого 2005 року органом місцевого самоврядування є сільське поселення Красносільське.

## Населення
| 1970 | 1989 | 2002 | 2010 |
| ---- | ---- | ---- | ---- |
| 290  | ↘287 | ↗460 | ↘137 |